# Maison de Kovalev
 (juin 2018).
La maison de Kovalev est un objet du patrimoine culturel régionale de la Russie, qui se trouve dans la ville d'Azov dans l'oblast de Rostov. Située sur la rue Moskovskaya 23 elle est protégée par la loi n° 301 parue le 18 novembre 1992.

## Histoire
En 1912 dans la ville d'Azov, dans la région de Rostov, la maison de deux étages a été construite le long de la rue Moskovskaya. Elle est située en face d'un musée, son propriétaire et fondateur était G. I. Kovalev. 
Immédiatement après la construction de la maison elle a abrité un magasin technique universel de Kovalev, dans lequel les citoyens pouvaient acheter différents types de biens comme des lampes électriques, hachoirs à viande, gramophones, horloges murales, montres de poche, sacs en toile, bicyclettes, machines à coudre et moulins à café, assiettes.
La cave de la maison sert en tant que cave à vins russes et devant la maison, Kovalev a ouvert un atelier mécanique. 
Ce bâtiment à différentes périodes de son existence appartenait aux institutions de la ville: il y avait un département du bureau d'enregistrement des mariages et des naissances, il y avait des locaux de commerce et d'entrepôt, la caisse d'épargne du district et une société d'assurance soviétique.
La maison de Kovalev est l'un des rares sites de la ville qui a été préservé pendant la Seconde Guerre mondiale.